# Deutsch-Österreichisches Feingefühl
Deutsch-Österreichisches Feingefühl (DÖF) was een Duits-Oostenrijks gelegenheidsproject van het Oostenrijkse humoristenduo Josi Prokopetz en Manfred Tauchen en de Duitse zangeressen Annette en Inga Humpe. De groep liftte in de eerste helft van de jaren 80 van de 20e eeuw mee op het succes van de Neue Deutsche Welle, een succesperiode van Duitstalige punk en new wave, waaraan Annette Humpe als zangeres van Ideal al langer haar bijdrage leverde.

## Geschiedenis
Manfred O. "Fredi" Tauchen en Josi Prokopetz waren de twee bekendste vertegenwoordigers van de Weense cabaret en muziek scene in de vroege jaren 80. Ze kwamen elkaar voor het eerst in 1971 in een Weens cafe tegen en sindsdien waren ze onafscheidelijk en woonden ze samen in een huisje in de wijk Schönbrunn. Samen met Wolfgang Ambros hadden ze het satirische en vernietigende Rock-Hörspiel "Der Watzmann ruft" opgenomen, waarvan meer dan 250.000 lp's werden verkocht.
In het najaar van 1982 namen ze samen met de Berlijnse band Ideal in Wenen een nieuwe LP op. Het ging daarbij om de eerste contacten tussen de zangeres Annette Humpe en het duo Tauchen en Prokopetz. Ze stelden Annette aan als "afdelingshoofd Muziek" en ze regelde van alles en trok aan de touwtjes in de studio. Met de single Codo ... düse im Sauseschritt werd in zowel het Duitse taalgebied (Duitsland, Oostenrijk, Zwitserland, Duitstalig België) als het Nederlandse taalgebied (Nederland - Hilversum 3) en België (Vlaanderen) een enorme hit gescoord.
Volgens Josi staat Codo voor "Cosmischer Dolm", in het informeel Oostenrijks, of "Cosmischer Depp", in het Duits (vertaald: dwaas uit de kosmos of ruimtedwaas). Voor Inga was Codo een vreemde zonder een bepaald geslacht, die haat overwint en negatief ingestelde mensen alles brengt wat we missen. Goede humor, charme en bovenal, de liefde.
Tijdens hun televisie optredens, ook tijdens de ZDF-Hitparade met Dieter Thomas Heck, die ze overigens meerdere keren wonnen als nummer 1, werd DÖF vergezeld door een hartvormige stoffen codo met stompen vleugels en kroon. Als dank voor de steun wijdde Tauchen en Prokopetz de 'Humpe-Cocktail' aan hun collega's: een mix van grapefruitsap, mineraalwater, Campari en ijs.
Na verdere singles als Taxi, Love Me en Uh Uh Uh mir bleibt die Luft weg, gingen Inga en Annette verder op hun eigen muzikale pad. De single Uh Uh Uh mir bleibt die Luft weg werd geproduceerd door Stephan Remmler (Trio). In 1985 bracht DÖF nog een LP "Tag Und nacht" uit, zonder de zusjes Inga & Annette Humpe en Josef Prokopetz, maar met nieuwe zangeres Raphaela Dell op de markt.

## Discografie

### Albums
1. Döf - 1983
2. Tag Und Nacht - 1985

### Singles
1. Staubig / Ayatolla Rag - 1981
2. Codo...Düse Im Sauseschritt / Rein Gar Nix - 1983
3. Taxi / So Ein Zufall - 1983
4. Cojdoj - The Flying Schissel / Josef - 1983
5. Love Me / Cojdoj - The Flying Schissel - 1984
6. Uh-Uh-Uh Mir Bleibt Die Luft Weg / A So A Dreck - 1984
7. Tag Und Nacht / Schaler Schaumwein - 1985